# Mia Kjær Sørensen
Mia Sørensen (født 12. april 2001 i Ølsted) er en dansk sangerinde som deltog i X Factor 2017 hun kom hele vejen til finalen hvor hun fik en tredjeplads. Hendes audition er blevet set 500000 gange på youtube.

## Diskografi

### Singler
- "Sick" (2017)
- "Merry Christmas" (2017)